# Polák János
Hasonló címmel lásd még: Pollák János
Polák János (Győr, 1820. október 31. – Vác, 1898. január 17.) piarista áldozópap és gimnáziumi tanár.

## Élete
Elvégezte Magyaróvárott a humaniorákat, 1839. szeptember 14-én Trencsénben lépett a rendbe, hol 1840-42-ben papnövendék volt; 1842-ben megkezdte a próbatanítást Kalocsán az I. gimnáziumi osztályban. 1843-1844-ben Vácon bölcsészetetet tanult, 1845-ben Nyitrán I. éves, 1846-tól Szent-Györgyön II. és III. éves teologushallgató volt. 1847-1848-ban Becskereken a grammatikai osztályt tanította, majd 1849-ben Kanizsán működött, mint elemi iskolai tanító. Gimnáziumban is oktatott: 1850-ben Veszprémben, 1851-ben Pesten, 1852-től 1856-ig Nagykanizsán, 1857-ben Vácott, 1858-ben újból Nagykanizsán, 1859-től 1863-ig Pesten. 1864-ben a jószágigazgató adjunktusa volt Mernyén, 1865-66-ben Magyaróvárott gimnáziumi tanárként dolgozott, 1867-tól 1876-ig Göllén volt a jószágigazgató segéde a rend telérmegyei birtokán. 1877-78-ban házi lelki atyaként működött Magyaróvárott, 1879-1880-ben házfőnök Debrecenben, 1880-81-ben Sátoraljaújhelyben házi lelki atya és gimnáziumi tanár, 1887-1888-ban újfent Magyaróvárott gimnáziumi tanár. Ezt követően két évig nyugalomban élt. 1891-92-ben vice-rektor és lelki házi atyaként tevékenykedett Nyitrán, majd 1897-98-ban házi lelki atya lett Vácon. Itt is hunyt el.

## Műve
- A mértan alapvonalai a szemléletből értelmileg kifejtve, 170 kőnyomattal. Ford. Schulz Lipót Lajos után. 1. füz. A gymnasiumi első osztály számára. Pest, 1852.